# Ceratina cobaltina
Ceratina cobaltina är en biart som beskrevs av Cresson 1878. Ceratina cobaltina ingår i släktet märgbin, och familjen långtungebin. Inga underarter finns listade i Catalogue of Life.